# Je ferme les yeux
Singles de Najoua Belyzel
Gabriel
(2005) Comme Toi
(2006)
Pistes de Entre deux mondes... En équilibre
Celui Qu'il me Faut
Je ferme les yeux est une chanson interprétée par Najoua Belyzel, composée par Christophe Casanave et coécrite  avec Najoua Belyzel. Il s'agit du deuxième single de la chanteuse sorti le 5 juin 2006 qui fait partie de son premier album : Entre deux mondes... En équilibre, sorti le 29 mai en 2006. Cette chanson fait suite au succès de Gabriel son premier single. Celui-ci a également rencontré un succès puisque le single s'est vendu à 50 000 exemplaires.

## Liste des titres
France CD single
1. Je ferme les yeux (Radio edit) - 3:47
2. Je ferme les yeux (Instrumental) - 3:47

## Crédits
- Chanteuse et chœurs - Najoua Belyzel
- Programmation (basse, batterie et synthétiseur) - Jean-François Berger et Christophe Casanave
- Guitare acoustique - Franck Amseli
- Guitare électrique - Christophe Casanave
- Mixé par François Gauthier au Studio Oméga A, Suresnes
  - Assistant - Julien Glabs
- Masterisé par Rodolphe Plisson à AVRM, Suresnes
- Photographie - Bernard Mouillon
- Design - Dominique Bernatène
- Distribué par Sony BMG Music Entertainment ( France)

## Classement
| Classement (2006)                       | Meilleure position |
| --------------------------------------- | ------------------ |
| France (SNEP)                           | 13                 |
| Suisse (Schweizer Hitparade)            | 90                 |
| Belgique (Wallonie Ultratop 50 Singles) | 21                 |